# 千葉鰈屬
千葉鰈（日語：チバガレイ，學名：Chibapsetta），是一屬已滅絕的鰈科物種，生存於更新世晚期的日本。化石出土於千葉縣東金市的上総層群笠森層。